# Westerlund 1
Westerlund 1 (conegut també com a Wd1 o Cúmul de l'Altar) és el supercúmul estel·lar compacte més massiu del Grup Local. Està situat a uns 5 kiloparsecs (16 300 anys llum) de la Terra en direcció a la constel·lació austral de l'Altar. La seva edat s'estima entre 3,5 i 5 milions d'anys.
Descobert el 1961 per Bengt Westerlund, la veritable naturalesa de Westerlund 1 no va poder ser desvetllada fins a 2001 en estar amagat darrere d'un gran núvol de gas i pols. Els únics estels identificats dins d'ell són els més brillants, incloent 6 hipergigants grocs, 3 supergegants vermells, 13 o més estels de Wolf-Rayet, variables lluminoses blaves i 25 o més supergegants OB. Alguns d'aquests joves estels tenen una massa entorn de 40 masses solars i una lluminositat un milió de vegades major que la lluminositat solar. S'estima que la massa de Westerlund 1 és d'almenys 100 000 masses solars, estant tots els seus estels localitzats en una regió de menys de 6 anys llum de diàmetre. Si el Sol estiguera situat al centre d'aquest cúmul, el nostre cel nocturn estaria esquitxat de centenars d'estels tan brillants com la lluna plena.
A més d'albergar alguns dels estels més massius i menys compreses de la Via Làctia, Westerlund 1 és un anàleg als supercúmuls estel·lars (SSC) extragaláctics. El seu estudi pot ajudar els astrònoms a determinar el que ocorre en aquestes grans regions de formació estel·lar, ja que està unes mil vegades més a prop que qualsevol altre supercúmul estel·lar conegut.

## Altres referències
- Ara Cluster—Open (galactic) Cluster (SIMBAD)
- AIXÒ 277-12 (NASA Extragalactic Database)
- Young and Exotic Stellar Zoo (ESO Press Release, 2005)
- Clark, J. S.; Negueruela, I.; Crowther, P. A.; Goodwin, S. P. «On the massive stellar population of the super star cluster Westerlund 1». Astronomy and Astrophysics, 3434, 3, 2005. pp. 949-969.
- Westerlund 1: Neutron Star Discovered Where a Black Hole Was Expected (Chandra X-Ray Observatory)
- Muno, M. P.; Clark, J. S.; Crowther, P. A.; Dougherty, S. M.; de Grijs, R.; Law, C.; McMillan, S. L. W.; Morris, M. R.; Negueruela, I.; Pooley, D.; Portegies Zwart, S.; Yusef-Zadeh, F. «A Neutron Star with a Massive Progenitor in the Star Cluster Westerlund 1». Bulletin of the American Astronomical Society, 37, 2005. p. 1319.
- A census of the Wolf-Rayet content in Westerlund 1 from near-infrared imaging and spectroscopy
- Artist’s impression of a magnetar X-ray satellites catch magnetar in gigantic stellar ‘hiccup’ (AQUESTA, 2007)